# Mons Meg

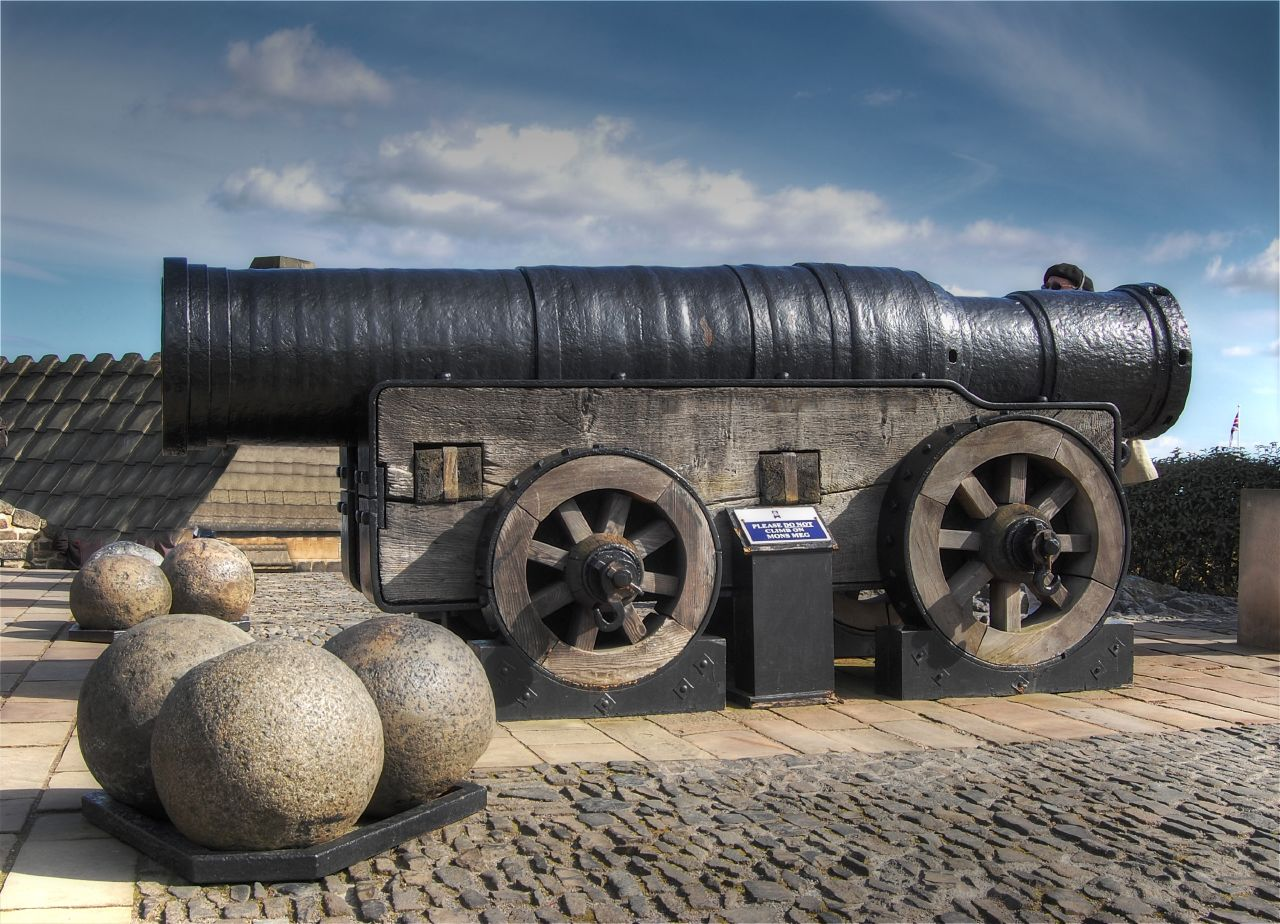
Vista lateral

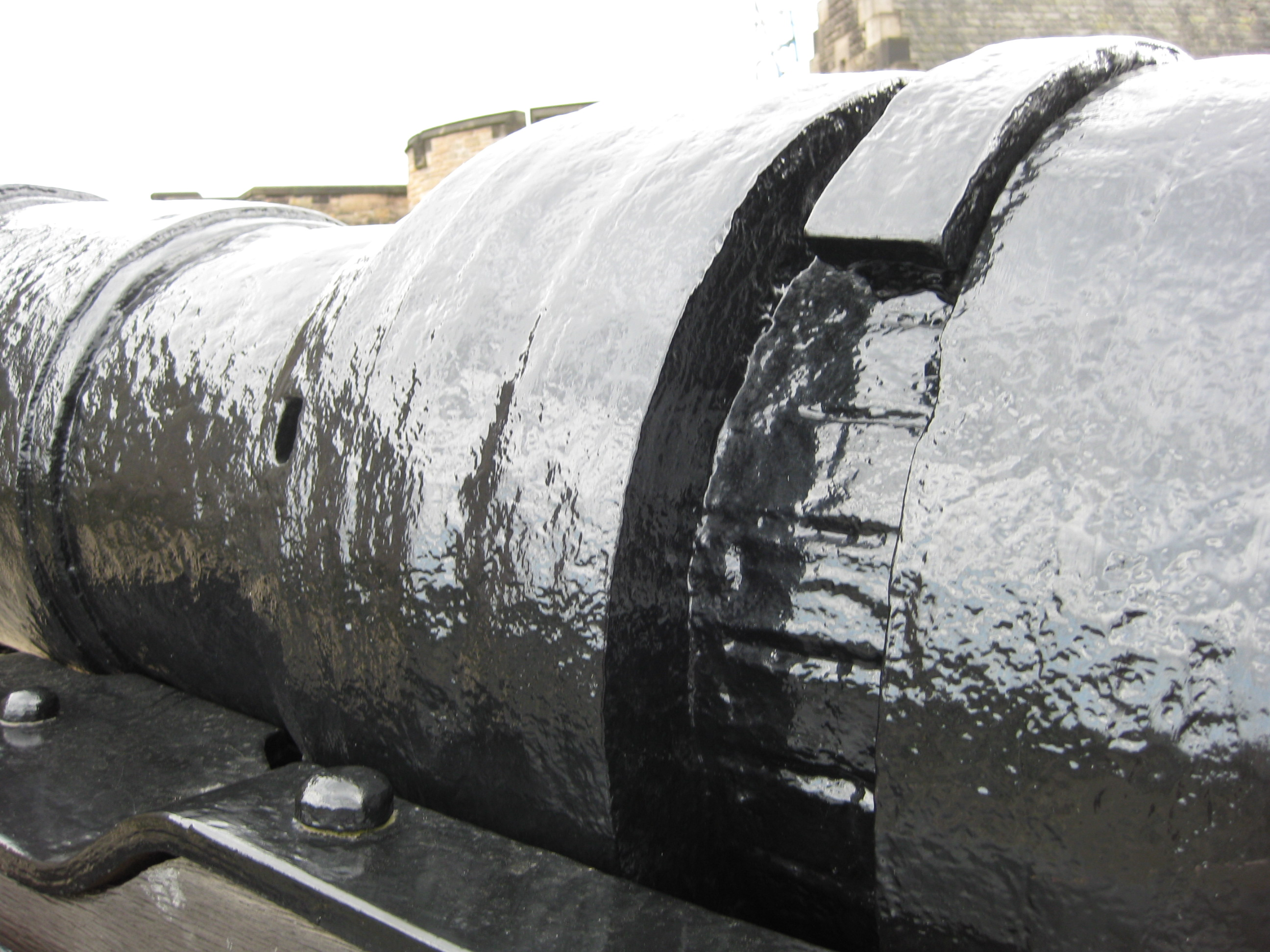
Explosão do anel de ferro que deixou o canhão em fora de uso

Mons Meg é um canhão medieval da colecção do museu Royal Armouries, que actualmente está emprestado a Historic Scotland e localizado no Castelo de Edimburgo na Escócia. Ele foi construído em 1449 por ordem de Filipe, o Bom, Duque de Borgonha e por ele enviado como um presente para Jaime II, Rei dos Escoceses, em 1454. O canhão foi empregado em cercos até meados do século XVI, depois de ter sido aposentado, passou a ser usado unicamente em ocasiões cerimoniais. Em uma dessas ocasiões em 1680, o barril do canhão explodiu, tornando-o inutilizável. A arma permaneceu no Castelo de Edimburgo até 1754, quando, juntamente com outras armas não utilizadas na Escócia, foi levado para a Torre de Londres. Sir Walter Scott e outros, fizeram campanha para o seu retorno, o que foi efectivado em 1829. Mons Meg foi então restaurado, e agora está em exibição dentro do castelo. Mons Meg tem um barril com 510mm de diâmetro tornando-o um dos maiores canhões do mundo pelo calibre.

## Construção
O canhão foi fabricado a partir de barras longitudinais de ferro, fundidas com anéis em uma só massa. O barril esta preso à câmara de pólvora por meio de uma ranhura na câmara de pólvora, na qual entalhes na extremidade do barril se encaixam e se mantém unidos permanentemente pelos aros. A câmara de pólvora em si é feita de pequenos pedaços de ferro martelados e soldados em conjunto para conseguir um forjamento sólido e resistente de ferro. Mons Meg pesa (6.970 kg), tem (4,6 m) de comprimento e um diâmetro de barril de 510 mm. O custo final da arma foi de £1.536. 2.

## História
Mons Meg foi construído por Jehan Cambier, fabricante de armas de artilharia, para o Duque de Borgonha, e foi testado com sucesso em Mons, no Condado de Hainaut no que hoje é a Bélgica, em Junho de 1449, no entanto, o Duque não entregou o Mons Meg, até 1453. Desejando "interferir em assuntos ingleses  ",[carece de fontes?]
o Duque decidiu ajudar os Escoceses contra os ingleses. O canhão foi dado a Jaime II em 1454.
Além disso, uma lenda alternativa sobre o seu fabrico é que ele foi construído por um ferreiro local, para ser usado no cerco do castelo de Threave no Stewartry de Kirkcudbright. De acordo com este conto, que foi créditado por Sir Walter Scott, quando o Rei James chegou ao castelo de threave para cercar o Conde de Douglas, o Clã MacLellan presenteou-o com este canhão.  E dito que o primeiro tiro disparado passou a limpo através do castelo, cortando a mão de Margarida, Condessa de Douglas no caminho. A arma foi posteriormente nomeada  "Mollance", nome das terras dadas para o ferreiro em gratidão do seu serviço, e "Meg", em nome da sua esposa. Historiadores posteriores não levaram essa lenda particularmente a sério, por causa da improbabilidade de que tal arma possa ter sido forjada por um ferreiro de aldeia.
Os 510mm de diâmetro do canhão aceitavam balas que pesavam 175 kg. Nos primeiros anos da arma, como os outros canhões da realeza, foi pintado com chumbo vermelho para evitar a ferrugem, o que custou 30 xelins em junho de 1539. a Partir da década de 1540, Meg, foi aposentado do serviço activo, e foi usado somente em ocasiões cerimoniais no Castelo de Edimburgo. Quando ele foi disparado em 3 de Julho de 1558, os soldados foram pagos para encontrar e recuperar o tiro disparado de Wardie Muir , perto do Firth of Forth, uma distância de dois quilómetros. A cerimonia marcou o solenização do casamento de Maria, Rainha dos Escoceses, com Francisco II de França
A arma foi disparada em 1680, para celebrar uma visita de Jaime II de Inglaterra, que mais tarde seria rei , mas o barril estourou. Um artilheiro inglês tinha o carregado de pólvora, e muitos Escoceses acreditava que o dano foi feito de propósito, por causa da inveja dos inglês não terem um canhão tão grande como este. O incidente também foi visto como um mau presságio para o futuro Rei.

O canhão foi deixado de fora do portão de Foog, no Castelo de Edimburgo. Ele foi levado depois, com outras antigas peças de artilharia, para a Torre de Londres , em 1754, como resultado do ato de desarmamento contra os Jacobitas que visava tirar armas e canhões do alcance de rebeldes. Ele foi devolvido para o Castelo, em 1829, por ordem de Jorge IV do Reino Unido, após uma série de campanhas por Sir Walter Scott e a Sociedade dos antiquários da Escócia. Depois de uma restauração, ele está agora na Capela de Santa Margarida no Castelo de Edimburgo. Durante as celebrações Edinburgh's annual Hogmanay,  Mons Meg é acionado no início da queima de fogos de arteficio, embora o efeito é apenas teatral pois a arma não é disparada.

"Mons Meg foi uma grande moda antiga peça de artilharia, um grande favorito com o Escocês pessoas comuns; ela foi fabricada em Mons, na Flandres, no reinado de James IV. ou V. da Escócia. Esta arma figuras com freqüência nas contas públicas do tempo, onde podemos encontrar taxas de graxa, graxa Meg boca o que for útil (para aumentar, à medida que cada aluno sabe, a intensidade do relatório), ribands para o deck de seu carro, e tubos de jogar antes dela, quando ela foi trazido do Castelo para acompanhar o Escocês exército em qualquer distantes expedição. Após a União, não foi muito popular apreensão que a Regalia da Escócia, e o subordinado Paládio, Mons Meg, seria levado para a Inglaterra para concluir a odiosa rendição da independência nacional. A Regalia, segregados a partir da visão do público, que geralmente se supõe ter sido abstraído dessa maneira. Como por Mons Meg, ela permaneceu no Castelo de Edimburgo, até que, por ordem do Conselho de Artilharia, ela, na verdade, foi removido para Woolwich sobre 1757. A Regalia, por sua Majestade comando especial, ter sido trazido à luz de seu esconderijo em 1818, e exposto à vista do povo, por quem deve ser olhado com profundo associações; e, neste inverno de 1828-9, Mons Meg, que foi restaurado para o país, de onde, que em qualquer outro lugar ou situação foi uma mera massa de ferrugem o ferro, torna-se mais uma vez um curioso monumento da antiguidade" Notas para Rob Roy, de Sir Walter Scott.

### Nomenclatura

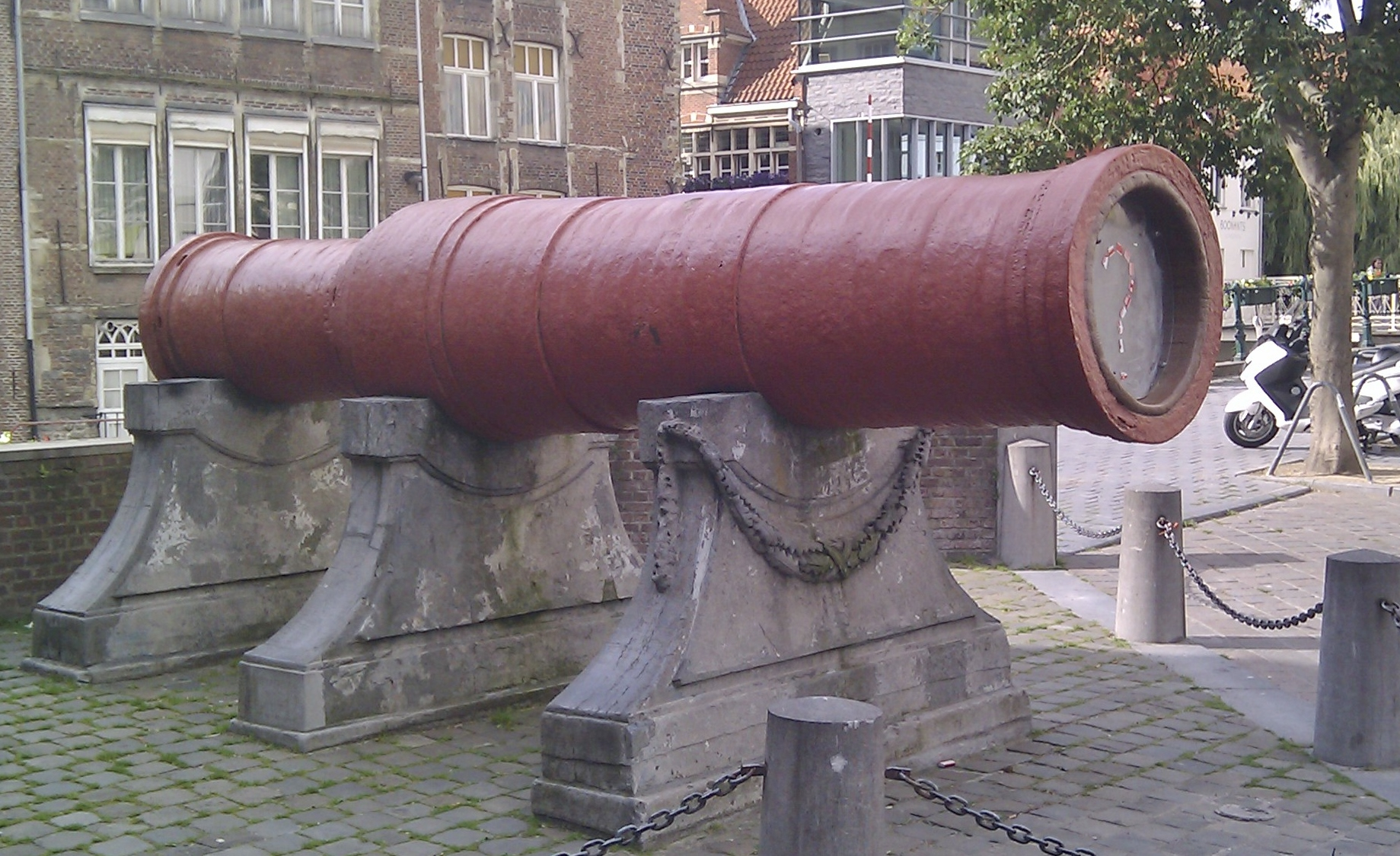
O 'Dulle Griet' em exibição em Ghent

A arma não é chamado de "Mons Meg" em qualquer referência contemporânea até 1678. Em 1489, ela aparece pela primeira vez no registro como "Monss", e em o pintor da conta de 1539, ela é chamada; "Monce in the castell," a única peça com um nome individual. Em 1650 ela era conhecida como "Muckle Meg." "Meg" pode ser uma referência para Margarida da Dinamarca, rainha e mulher de Jaime III da Escócia, ou simplesmente uma aliteração, enquanto Mons foi um dos locais onde o canhão foi inicialmente testada. McKenzie registros de que esta classe de artilharia era conhecido como um assassino e Mons Meg certamente foi descrito como tal. Mons Meg foi feita na cidade de Mons (agora Valão francês-falando de parte da Bélgica) e Bergen (em Flamengo holandês como naqueles dias era parte de Flandres). Três canhões foram fundados: o um agora reside em Edimburgo, na comunidade Flamenga da cidade de Ghent, no Mercado do Peixe, e um deles foi na França, mas desapareceu há séculos. Um em Ghent podem ser visitados hoje, não danificado. O canhão é chamado de "Dulle Griet", que se traduz em "Mad Meg".

### Evolução da Carroça

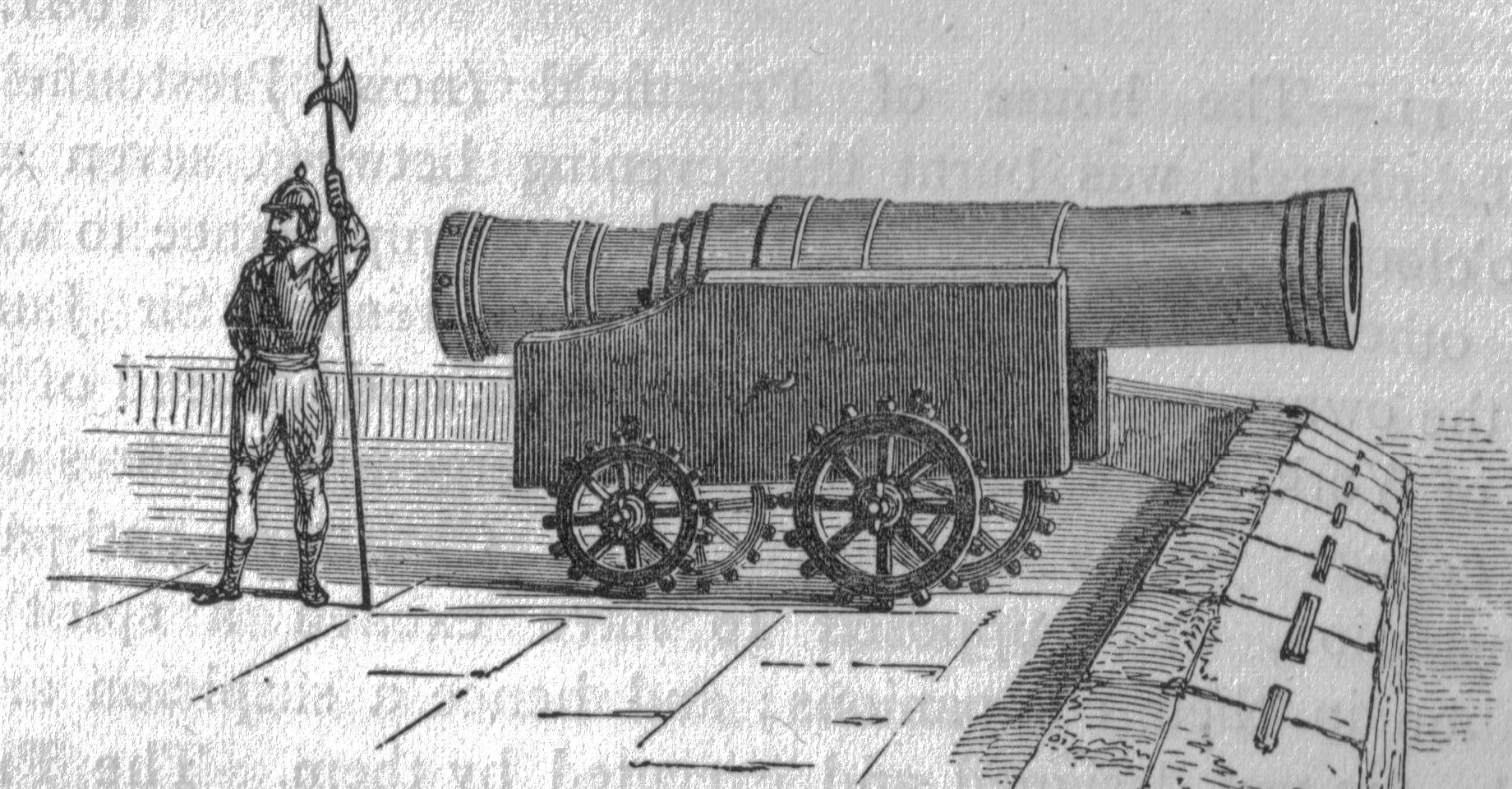
Mons Meg, no Castelo de Edimburgo, na década de 1680, mostrando detalhes do transporte da construção

Por um tempo, no seu começo, Mons ficou instalado em uma caixa simples, sem quaisquer rodas. Evidentemente, quando Mons Meg foi removido do Castelo de Edimburgo em 1754, a sua carroça já estava apodrecida há muito tempo. Um contemporâneo descreve-a "sentada no chão" "perto do portão mais interno do castelo, Presumivelmente, a comissão de armamento militar fabricou uma nova carroça depois da chega do canhão a torre. Em 1835, após o retorno de Mons Meg ao Castelo de Edimburgo a carroça feita em Londres também já tinha apodrecido, e uma substituição de ferro fundido foi empreendida. Mons Meg esta agora montado numa reprodução da carroça representada em uma gravura datada de cerca de 1500 em uma parede da Castelo de Edimburgo, construída em 1934, pelo custo de £178, e paga pelo Senhor Reitor de Edimburgo.